# 스캘핑
주로 주식보다는 선물, 옵션등 파생거래에서 기관과 외국인 등이 주로 이용하는 기법이다.
초단타 매매이다. 매수 후 수수료와 세금 등을 제하고 이익이 나면 바로 매도하여 작게라도 이익을 취한다. 하루 안에 청산하는 데이 트레이딩보다 더 짧게 보유하기 때문에 초단타 매매라고 불린다.
불확실성을 최대한 극복하고자 하는 기법이지만, 국내 주식처럼 매매 시마다 세금이 붙는 시장에서는 성공 확률이 낮다.

투자시간 길이 비교 : 스캘핑 < 데이 트레이딩 < 스윙 <<<< 장기투자 (buy and hold)